# Miguel León-Portilla
Pour les articles homonymes, voir Portilla.
Miguel León-Portilla, né à Mexico le 22 février 1926 et mort dans la même ville le 1er octobre 2019, est un historien et mésoaméricaniste mexicain, spécialiste de la pensée et de la littérature nahuatl. Il a été professeur à l'université nationale autonome du Mexique (UNAM) jusqu'en 1988.

## Formation
Miguel León-Portilla a réalisé ses études à Guadalajara puis à Los Angeles, où il a obtenu un « Master of Arts ». Il a ensuite accompli un doctorat en philosophie à l'UNAM. Sa thèse, La filosofía náhuatl estudiada en sus fuentes, réalisée sous la direction d'Ángel María Garibay, après une révision en 1959, a été traduite en plusieurs langues et reste une des principales sources académiques sur la philosophie nahuatl.

## Carrière académique
À partir de 1957, Miguel León-Portilla a mené ses recherches et enseigné à la faculté de philosophie et de lettres de l'UNAM.
Il a été membre du Conseil d’administration de l'UNAM et directeur de l'Institut de recherches historiques de l'UNAM.

## Organismes et associations
Miguel León-Portilla a été membre, entre autres, du Collège national du Mexique, de l'Institut international des civilisations différentes (à Bruxelles), de la Société des américanistes de Paris, de l'American Anthropological Association, de la Sociedad Mexicana de Antropología, de l'Academia de la Investigación Científica, de l'Academia Mexicana de la Historia (en), de l'Académie mexicaine de la langue, de la Société américaine d'histoire et de l'Académie nationale des sciences (États-Unis).

## Prix et honneurs
Miguel León-Portilla a obtenu de nombreux prix pour ses travaux :
- le prix Elías-Sourasky ;
- le prix national mexicain des sciences sociales, d'histoire et de philosophie, en 1981 ;
- le prix Universidad Nacional, en 1994 ;
- la médaille Belisario-Domínguez, en 1995 ;
- le prix Menéndez-Pelayo et le prix international Alfonso-Reyes en 2001.

Il a reçu en 2006 le titre de docteur honoris causa de l'université de La Havane.
De 1987 à 1992, il a été représentant permanent de son pays auprès de l'UNESCO.

## Œuvre principale
- Vision des vaincus : c'est son œuvre la plus populaire et la plus célèbre, déjà traduite dans une douzaine de langues. Dans ce bref livre, León-Portilla réunit différents fragments de la vision nahua de la conquête espagnole, depuis les prémonitions de Moctezuma II jusqu'aux « chants tristes » postérieurs à la conquête. Ce livre fut suivi par d'autres compilations de fonds incas et mayas.